# Shannon Parry
Shannon Michelle Parry (Brisbane, 27 ottobre 1989) è una rugbista a 15 australiana, il cui ruolo è quello di terza linea ala.
Attiva anche nel rugby a VII, disciplina nella quale ha vinto la medaglia olimpica nel 2016, con la nazionale a XV si è aggiudicata il terzo posto alla Coppa del Mondo 2010.

## Biografia
Proveniente dall'hockey su prato, scoprì il rugby a scuola grazie a due compagne di classe e si alternò nella pratica delle due discipline fino al 2009 quando scelse definitivamente la palla ovale.
In quell'anno entrò nell'orbita della nazionale maggiore a 15 che si preparava alla Coppa del Mondo 2010 in Inghilterra e fu aggregata alla squadra che prese parte al torneo; in seguito fu presente anche alla Coppa del Mondo 2014 conseguendo il quinto posto finale.
Passata al rugby a VIII, fu capitano della squadra olimpica australiana al torneo di Rio de Janeiro 2016, che si aggiudicò la medaglia d'oro battendo la Nuova Zelanda in finale.
Nel 2018 prese parte anche al torneo di rugby a 7 dei Giochi del Commonwealth di Gold Coast, in cui conseguì l'argento.
Dal 2021 è tornata, dopo il quinto posto olimpico, al rugby a XV nelle file della formazione statale del Queensland, le Reds.